# Савар, Серж
Серж Обри «Сенатор» Савар (фр. Serge Aubrey "The Senator" Savard; род. 22 января 1946, Монреаль, Квебек, Канада) — канадский хоккеист, защитник. С 1986-го по 1993 годы — генеральный менеджер «Монреаль Канадиенс». В данный момент старший вице-президент по хоккейным операциям «Монреаля». Провёл 17 сезонов в Национальной хоккейной лиге, большинство из них — 15 в «Монреаль Канадиенс» и 2 — в «Виннипег Джетс».

## Игровая карьера
Савар родился 22 января 1946 года в Монреале, где с раннего детства занимался хоккеем. Выступая за школьную команду, перспективный 15-летний подросток, попадает на заметку скаутов «Канадиенс» и через пару сезонов, проведённых в «Монреаль Джуниор Канадиенс», Савар становится капитаном команды. В 1966 году он подписывает контракт с «Канадиенс» и отправляется в клуб «Хьюстон Аполлос» Центральной хоккейной лиги, где по итогам сезона Савар был признан лучшим новичком года. А в 1967 году он уже прочно закрепляется в основном составе «Монреаля». В сезоне 1968-69 Савар приводит «Монреаль» ко второй подряд победе в Кубке Стэнли и становится первым защитником, который выигрывает «Конн Смайт Трофи», как самый ценный игрок плей-офф. И это лишь во второй полный сезон в НХЛ! Интересы Савара не ограничивались только хоккеем. Он активно участвовал в политической деятельности, за что получил прозвище «Сенатор».
После прихода в «Канадиенс» Лэрри Робинсона, в клубе сформировалась легендарная «Большая троица» (Big Three) защитников: Серж Савар, Ги Лапуэнт и Лэрри Робинсон. Во многом благодаря сокрушающей мощи «Большой троицы», «Монреаль» прервал гегемонию жёсткой «Филадельфии» и положил начало своей 4-летней эре господства.
К 1981 году, выиграв с «Канадиенс» 7 Кубков Стэнли, «Конн Смайт Трофи» и «Билл Мастертон Трофи», Савар решил уйти из большого спорта. Но «Виннипег Джетс» предложили ему контракт, и он отыграл ещё два сезона, прежде чем завершить свою игровую карьеру.

## Международная карьера
В 1972 году Серж Савар в составе сборной Канады принял участие в Суперсерии-72 против сборной СССР. Он пропустил первую игру в монреальском «Форуме», где канадская сборная потерпела сокрушительное поражение 3:7. Вторую и третью игру Савар был в составе, и канадцы одну игру выиграли, а во второй сыграли вничью. Две следующие игры, которые Канада проиграла, он пропустил из-за травмы. После возвращения Савара в строй к шестой игре, сборная Канады выиграла 3 игры подряд, таким образом одержав победу и во всей серии.
Серж Савар принимал участие в победном для сборной Канады Кубке Канады 1976 года.
Савар участвовал в играх Кубка Вызова 1979 между хоккейными сборными Советского Союза и НХЛ, состоявшихся в феврале 1979 года в нью-йоркском зале «Мэдисон Сквер Гарден». Победу в серии одержала сборная СССР.

## После хоккея
После завершения карьеры игрока Савар был назначен на должность управляющего директора «Монреаля». Заняв должность генерального менеджера «Канадиенс» в 1986 году, Савар выиграет ещё 2 Кубка Стэнли.
В 1986 году имя Сержа Савара появилось в Зале хоккейной славы. В 1994 году Серж Савар был произведён в Офицеры Ордена Канады. В 1998 году под номером 81 включён в список 100 лучших игроков Национальной хоккейной лиги всех времён по версии журнала The Hockey News. В 2004 году Савар был произведён в рыцари Национального ордена Квебека.

## Награды и достижения

### Спортивные
- Обладатель Кубка Стэнли (7): 1968, 1969, 1973, 1976, 1977, 1978, 1979[1]
- Обладатель Конн Смайт Трофи: 1969
- Обладатель Билл Мастертон Трофи: 1979
- Член Зала хоккейной славы в Торонто: 1986
- Участник матчей всех звёзд НХЛ (4): 1970, 1973, 1977, 1978
- Выбирался во 2-й состав команды «Всех звёзд» НХЛ: 1979
- Включён под номером 81 в список 100 лучших игроков Национальной хоккейной лиги всех времён по версии журнала The Hockey News (1998).
- Свитер с номером 18 был выведен из обращения в клубе «Монреаль Канадиенс» 18 ноября 2006 года.
- Включён в Список 100 величайших игроков НХЛ по версии лиги (2017).

### Государственные
- Офицер Ордена Канады (O.C.): 1994
- Рыцарь Национального Ордена Квебека (C.Q.): 2004

## Клубная карьера
| 1963/64     | Монреаль Джуниор Канадиенс | ОХА         | 56   | 3   | 31  | 34  | 0   | —   | —  | —  | —  | —  |
| 1964/65     | Омаха Найтс                | ЦХЛ         | 2    | 0   | 0   | 0   | 0   | 4   | 0  | 1  | 1  | 4  |
| 1964/65     | Монреаль Джуниор Канадиенс | ОХА         | 56   | 14  | 33  | 47  | 0   | —   | —  | —  | —  | —  |
| 1965/66     | Монреаль Джуниор Канадиенс | ОХА         | 46   | 9   | 12  | 21  | 72  | —   | —  | —  | —  | —  |
| 1966/67     | Хьюстон Аполлос            | ЦХЛ         | 68   | 7   | 25  | 32  | 155 | 5   | 1  | 3  | 4  | 17 |
| 1966/67     | Монреаль Канадиенс         | НХЛ         | 2    | 0   | 0   | 0   | 0   | —   | —  | —  | —  | —  |
| 1966/67     | Квебек Эйсес               | АХЛ         | —    | —   | —   | —   | —   | 1   | 0  | 0  | 0  | 2  |
| 1967/68     | Монреаль Канадиенс         | НХЛ         | 67   | 2   | 13  | 15  | 34  | 6   | 2  | 0  | 2  | 0  |
| 1968/69     | Монреаль Канадиенс         | НХЛ         | 74   | 8   | 23  | 31  | 73  | 14  | 4  | 6  | 10 | 24 |
| 1969/70     | Монреаль Канадиенс         | НХЛ         | 64   | 12  | 19  | 31  | 38  | —   | —  | —  | —  | —  |
| 1970/71     | Монреаль Канадиенс         | НХЛ         | 37   | 5   | 10  | 15  | 30  | —   | —  | —  | —  | —  |
| 1971/72     | Монреаль Канадиенс         | НХЛ         | 23   | 1   | 8   | 9   | 16  | 6   | 0  | 0  | 0  | 10 |
| 1972/73     | Монреаль Канадиенс         | НХЛ         | 74   | 7   | 32  | 39  | 58  | 17  | 3  | 8  | 11 | 22 |
| 1973/74     | Монреаль Канадиенс         | НХЛ         | 67   | 4   | 14  | 18  | 49  | 6   | 1  | 1  | 2  | 4  |
| 1974/75     | Монреаль Канадиенс         | НХЛ         | 80   | 20  | 40  | 60  | 64  | 11  | 1  | 7  | 8  | 2  |
| 1975/76     | Монреаль Канадиенс         | НХЛ         | 71   | 8   | 39  | 47  | 38  | 13  | 3  | 6  | 9  | 6  |
| 1976/77     | Монреаль Канадиенс         | НХЛ         | 78   | 9   | 33  | 42  | 35  | 14  | 2  | 7  | 9  | 2  |
| 1977/78     | Монреаль Канадиенс         | НХЛ         | 77   | 8   | 34  | 42  | 24  | 15  | 1  | 7  | 8  | 8  |
| 1978/79     | Монреаль Канадиенс         | НХЛ         | 80   | 7   | 26  | 33  | 30  | 16  | 2  | 7  | 9  | 6  |
| 1979/80     | Монреаль Канадиенс         | НХЛ         | 46   | 5   | 8   | 13  | 18  | 2   | 0  | 0  | 0  | 0  |
| 1980/81     | Монреаль Канадиенс         | НХЛ         | 77   | 4   | 13  | 17  | 30  | 3   | 0  | 0  | 0  | 0  |
| 1981/82     | Виннипег Джетс             | НХЛ         | 47   | 2   | 5   | 7   | 26  | 5   | 0  | 0  | 0  | 2  |
| 1982/83     | Виннипег Джетс             | НХЛ         | 76   | 4   | 16  | 20  | 29  | 3   | 0  | 0  | 0  | 2  |
| Итого в НХЛ | Итого в НХЛ                | Итого в НХЛ | 1040 | 106 | 333 | 439 | 592 | 130 | 19 | 49 | 68 | 88 |

## Международная карьера
| Год       | Команда | Турнир | М |    | И | Г | П | О | ШТ |
| --------- | ------- | ------ | - | -- | - | - | - | - | -- |
| 1972      | Канада  | СС     |   | 5  | 0 | 2 | 2 | 0 |    |
| 1976      | Канада  | КК     |   | 7  | 0 | 3 | 3 | 0 |    |
| 1979      | Канада  | КВ     |   | 3  | 0 | 0 | 0 | 0 |    |
| 3 турнира | Канада  | Итого  |   | 15 | 0 | 5 | 5 | 0 |    |